# Barcella (chanteur)
Pour les articles homonymes, voir Barcella et Ladevèze.
Mathieu Ladevèze, dit Barcella, est un auteur-compositeur-interprète français né le 11 mai 1981 à Reims.

## Biographie
Après avoir suivi une formation pédagogique et didactique à l'IUFM de Reims de 2001 à 2003, Barcella met en place et encadre des ateliers d'écriture (ateliers chanson, slam) en milieu scolaire notamment[évasif]. 
Son premier album, La Boîte à musiques, sort le 31 mai 2010 (Ulysse Productions / L'autre distribution). Le deuxième, Charabia, le 14 mai 2012 (chez Jive Epic / Sony Music), le troisième, Puzzle, le 31 mars 2014 et le quatrième, Soleil, le 30 mars 2018. 
Il est invité sur plusieurs projets et a chanté en duo avec Emily Loizeau, Leeroy, Aldebert ou encore Alexis HK[réf. souhaitée]. Barcella écrit et compose aussi pour d'autres comme Luce, Gaël Faure ou Suarez. Il est notamment l'auteur du Chant des sirènes interprété par le duo Fréro Delavega.
Barcella participe à des festivals (Les Francofolies, Le Cabaret Vert, Sémaphore en Chanson, le Paléo Festival, , etc.) et a joué en première partie de Jacques Higelin, Francis Cabrel, Sanseverino, Cali, Tryo, Zebda ou encore Thomas Dutronc,.
En 2016, il crée le Charabia festival de Reims, consacré à la chanson française et à la poésie. Il intègre le Collectif 13, groupe composé de certains membres de Tryo, de La Rue Ketanou, du Massilia Sound System et du Pied de la pompe.

## Prix
En 2007, il remporte les championnats de France de Slam Poésie[réf. nécessaire].
En 2009, il remporte le prix Jacques-Brel de Vesoul[réf. nécessaire].
En 2012, il reçoit le prix Barbara par le ministère de la culture. En 2013, Barcella est récompensé par l'académie Charles-Cros pour son spectacle Charabia (Grand prix Révélation scène).
La même année, il parraine la promotion du troisième prix Georges-Moustaki, à la Sorbonne à Paris.  Il est invité au Printemps de Bourges en 2013.

## Discographie

### Collaborations
- 2011 : Luce - Auteur du titre La Symphonie d'Alzheimer.
- 2014 : Fréro Delavega - Auteur du titre Le chant des sirènes.
- 2015 : Gael Faure - Auteur des titres À la tienne et Surprise sur l'album De silences en bascules.
- 2017 : Suarez - Auteur du titre Ni rancœur ni colère.
- 2017 : Paris Combo - Chanteur sur le titre Tako Tsubo avec Belle du Berry.
- 2021 : Zaz - Auteur et compositeur du titre Tout là-haut sur l'album Isa.

## Livre
- Les Papillons  : EAN : 9782266322973, Pocket, 2022.